# Église Santi Stefano et Valentino
L'église Santi Stefano et Valentino (en italien : Chiesa dei Santi Stefano et Valentino) est un édifice religieux datant du XIIe siècle. Elle est située de la Via dei Priori, en bordure du centre historique de Pérouse, en Ombrie (Italie).

## Histoire
L'église a été construite au XIIe restructurée au XVe siècle  et son orientation  inversée.
À l'origine elle était dédiée à saint Étienne mais en 1819 le nom de Valentin a été rajouté lors de la destruction de l'église consacrée à ce saint. 
À gauche de l'église se trouve le Palazzo degli Oddi (XVIe siècle).

## Description

### Extérieur
De l'édifice original il ne reste que l'abside et le clocher-mur.

### Intérieur
L’intérieur comporte deux nefs, une romane, l'autre du XVe siècle.

### Œuvres
- Fragments de fresques dont San Michele Arcangelo e Santa Caterina attribués au Maestro Ironico (fin XIVe  - début  XVe siècle).
- Vierge à l'Enfant trônant et saints  à gauche de l'autel, de Domenico Alfani.

## Sources
- Voir liens externes